# Rafa Fiery Cross
Rafa Fiery Cross (chiń. 永暑礁, Yǒngshǔ Jiāo, fil. Bahura ng Kagitingan, wiet. Đá Chữ Thập) – zmilitaryzowany i kontrolowany przez Chiny atol do którego posiadają rozszczenia terytorialne także Tajwan, Filipiny i Wietnam.
Według Centrum Studiów Strategicznych i Międzynarodowych, jest to „najbardziej zaawansowana z chińskich baz” na spornych obszarach Morza Południowochińskiego i umożliwia ona na podejmowanie ograniczonych operacji wojskowych w zasięgu 5 600 kilometrów od rafy.

## Historia
Nazwa rafy pochodzi od brytyjskiego klipera Fiery Cross, który rozbił się na niej 4 marca 1860 roku.
Udokumentowane roszczenia chińskie do tego atolu po raz pierwszy pojawiają się 1935 roku.
Atol został zajęty przez Chiny (ChRL) na początku 1988 r. co wywołało natychmiastowy sprzeciw Wietnamu i doprowadziło do lokalnej konfrontacji zbrojnej w marcu tego samego roku. W 2014 roku ChRL rozpoczęła rozbudowę atolu, który został przekształcony w silnie zmilitaryzowaną sztuczną wyspę o powierzchni 274 hektarów, a pod koniec roku znajdowało się na nim już około 200 chińskich żołnierzy.
W lipcu 2016 Stały Trybunał Arbitrażowy w Hadze, działając na podstawie Aneksu VII do Konwencji Narodów Zjednoczonych o prawie morza, wydał wyrok w sporze wytoczonym przez Filipiny przeciwko Chinom. W orzeczeniu tym uznał, między innymi, że żaden z obiektów tworzących Spratleje nie jest wyspą, lecz są to skały, rafy i łachy, czyli obiekty nieterytorialne na które nie może być rozciągana suwerenność państwowa.